# Estadio Enrique Mendizábal
Das Estadio Enrique Mendizábal (deutsch: Enrique-Mendizábal-Stadion) ist ein Stadion in der argentinischen Stadt Punta Alta in der Provinz Buenos Aires.
Das Stadion wurde im Jahre 1935 erbaut und fasst heute 12.000 Zuschauer.
Der Fußballverein Sporting Punta Alta trägt hier seine Heimspiele aus.